# Stefan Doernberg

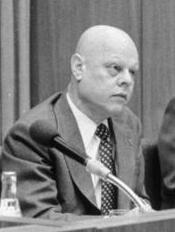
Stefan Doernberg im Jahr 1980

Stefan Doernberg (* 21. Juni 1924 in Berlin; † 3. Mai 2010 ebenda) war ein deutscher Historiker und Diplomat. Er war Direktor des Instituts für Internationale Beziehungen an der Akademie für Staats- und Rechtswissenschaft der DDR.

## Leben

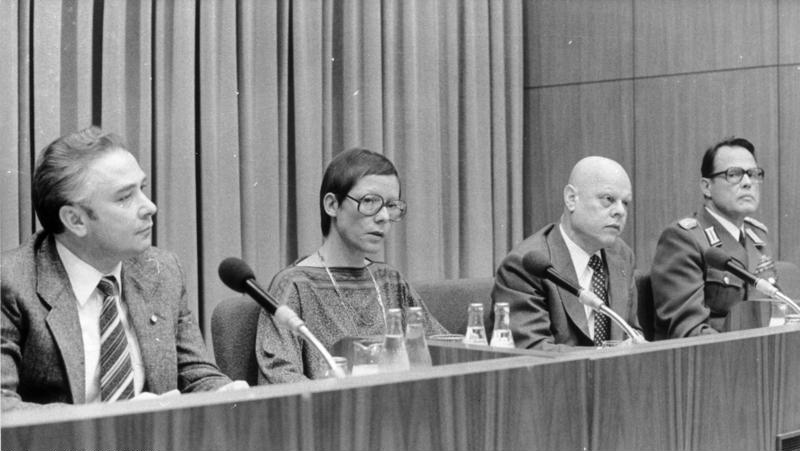
Stefan Doernberg (2. v. r.) bei einer Pressekonferenz mit Ursel Lorenzen 1980

Stefan Doernberg wurde als Sohn eines KPD-Funktionärs geboren, emigrierte 1935 mit seinen jüdischen Eltern in die Sowjetunion, wurde 1939 Mitglied des KJVD und erwarb 1941 das Abitur an der Moskauer Karl-Liebknecht-Schule. Am Tag des Überfalls auf die Sowjetunion meldete er sich freiwillig zur Roten Armee. 1942 wurde er zeitweilig in einem Arbeitslager im Ural interniert, kehrte aber nach dem Besuch einer Schule der Komintern an die Front zurück. Als Leutnant der 8. Gardearmee nahm er an den Kämpfen in der Ukraine, in Polen und um Berlin teil.
1945 kehrte Doernberg nach Deutschland zurück. 1946 bis 1950 arbeitete er bei der Sowjetischen Militäradministration Mecklenburg als Referent und Dolmetscher bei General Michail Alexandrowitsch Skossyrew. 1946 bis 1950 war er außenpolitischer Redakteur der Zeitung Tägliche Rundschau. Während dieser Zeit, von 1947 bis 1951, absolvierte er ein Fernstudium der Geschichte an der Lomonossow-Universität in Moskau. 1950 bis 1955 arbeitete er als Redakteur der deutschen Ausgabe der Zeitschrift Sowjetliteratur. 1955 übernahm er den Lehrstuhl für Allgemeine Geschichte am Institut für Gesellschaftswissenschaften beim ZK der SED. Dort wurde er 1959 mit der Arbeit Der Kampf um die ökonomische Entmachtung des deutschen Imperialismus auf dem Gebiet der Deutschen Demokratischen Republik und seine Bedeutung im Rahmen der antifaschistisch-demokratischen Umwälzung zum Dr. phil. promoviert.
Von 1961 bis 1971 fungierte Doernberg als Direktor des Deutschen Instituts für Zeitgeschichte (DIZ) in Ost-Berlin. 1963 erhielt er eine Professur für Geschichte der deutschen und internationalen Arbeiterbewegung. Er war 1957 bis 1962 wissenschaftlicher Sekretär der deutschen Sektion der Kommission der Historiker der DDR und der UdSSR und ab 1964 Vorsitzender der DDR-Sektion der Forschungseinrichtungen der DDR, der ČSSR, Polens, Ungarns und der UdSSR zu Fragen der europäischen Sicherheit. 1966 wurde ihm der akademische Grad eines Doktors der Geschichtswissenschaften der Akademie der Wissenschaften der UdSSR verliehen (Dr. sc.). 1971 bis 1977 wirkte er als stellvertretender Direktor des Instituts für Internationale Politik und Wirtschaft in Berlin und ab 1970 als Sekretär, Generalsekretär und Vizepräsident des DDR-Komitees für europäische Sicherheit. 1977 bis 1982 war er Direktor des Instituts für Internationale Beziehungen an der Akademie für Staats- und Rechtswissenschaften. 
Auf dem Round Table "Detente: Reasons-Demands-Obstacles" der Internationalen Vereinigung für Politische Wissenschaft (IPSA), Weimar 25./26. August 1980 gehörte er der Delegation des Nationalkomitees für politische Wissenschaften der DDR an. Hier führte er mit Georgi Schachnasarow, 1. Vizepräsident der IPSA, stellvertretender Abteilungsleiter des ZK der KPdSU und während der Perestroika enger Berater von Michail Gorbatschow, ein zunächst intern gebliebenes Gespräch, in dem sich beide Gesprächspartner einig waren, dass es mit der unabhängigen Gewerkschaft "Solidarność" in Polen erstmals in einem sozialistischen Land zu einer Massenerhebung der Arbeiterklasse gekommen war, die weder von außen gesteuert wurde oder sich vornehmlich an einer vorübergehenden Unzufriedenheit entzündet hatte.
Von 1983 bis 1987 war Stefan Doernberg Botschafter der DDR in Finnland. Er war Mitglied des Friedensrates der DDR und Mitglied der SED. 1964 erhielt er den Vaterländischen Verdienstorden in Bronze, 1966 in Silber und 1984 in Gold.
Seit November 2008 war er Vorsitzender der DRAFD (Verband Deutscher in der Résistance, in den Streitkräften der Antihitlerkoalition und der Bewegung „Freies Deutschland“ e. V.). Stefan Doernberg war stellvertretender Vorsitzender des Ältestenrates der Partei Die Linke.
Am 3. Mai 2010 verstarb Stefan Doernberg in Berlin, unmittelbar vor einer geplanten Reise nach Moskau, wo er auf Einladung der russischen Regierung an den Feiern zum 65. Jahrestag des Sieges über das nationalsozialistische Deutschland teilnehmen sollte.

## Auszeichnungen
- 1985 Medaille „40. Jahrestag des Sieges im Großen Vaterländischen Krieg 1941–1945“[6]

## Veröffentlichungen
- Die Gründung der Sozialistischen Einheitspartei Deutschlands und ihre historische Bedeutung. In: Zeitschrift für Geschichtswissenschaft, 1956, Nr. 2. Berlin.
- mit Percy Stulz: Deutschland 1945–1949. Kurzer Abriss der geschichtlichen Entwicklung. Berlin 1959
- Die Geburt eines neuen Deutschland 1945–1949. Die antifaschistisch-demokratische Umwälzung und die Entstehung der DDR. Berlin 1959
- Der Zweite Weltkrieg. 1939–1945. Wirklichkeit und Fälschung. Berlin, 1959. (Herausgeber)
- Hrsg.: Beiträge zur Geschichte der Sozialistischen Einheitspartei Deutschlands. Berlin 1961
- Kurze Geschichte der DDR. Berlin 1964
- Bonn greift nach Atomwaffen. Berlin 1965
- Die ersten Schritte in ein neues Deutschland. Berlin 1965
- Geschichte der Deutschen Arbeiterbewegung (8 Bände als Mitautor). Berlin 1966
- Deutsche Geschichte (3 Bände als Mitherausgeber). Berlin 1968
- Die Beteiligung des westdeutschen Imperialismus an der Aggression und den Kriegsverbrechen des USA-Imperialismus in Vietnam. Berlin 1969
- Europäische Sicherheit und internationale Entspannung. Berlin 1973
- Hrsg.: Probleme des Friedens, der Sicherheit und der Zusammenarbeit. Beiträge aus West- u. Osteuropa. Köln 1975
- Befreiung 1945. Ein Augenzeugenbericht. Berlin 1975
- Hrsg.: DDR, UdSSR. Zusammenarbeit und Annäherung. Berlin 1979
- Hrsg.: Aussenpolitik der DDR. 3 Jahrzehnte sozialistische deutsche Friedenspolitik. Berlin 1979
- Die Strategie des Friedens der sozialistischen Staatengemeinschaft. Berlin 1981
- Sturmglocken der Weltgeschichte. Leipzig 1984
- Hrsg.: Im Bunde mit dem Feind. Deutsche auf alliierter Seite. Berlin 1995
- Machtpoker um die deutsche Einheit. Strategien und verpaßte Chancen im ersten Jahrzehnt nach Kriegsende. Berlin 1999
- Ein Deutscher auf dem Weg nach Deutschland. Bericht eines Zeitzeugen über das Jahr 1945. Berlin 2000
- Fronteinsatz – Erinnerungen eines Rotarmisten, Historikers und Botschafters. Berlin 2004
- Hrsg.: Hitlers Ende ohne Mythos. Jelena Rshewskaja erinnert sich an ihren Einsatz im Mai 1945 in Berlin. Berlin 2005
- mit Dietrich Staritz und Helmut Meier: Unternehmen DDR-Geschichte. Forschungsstand – Defizite – Projeke. Berlin 2006